# Сова Афіни

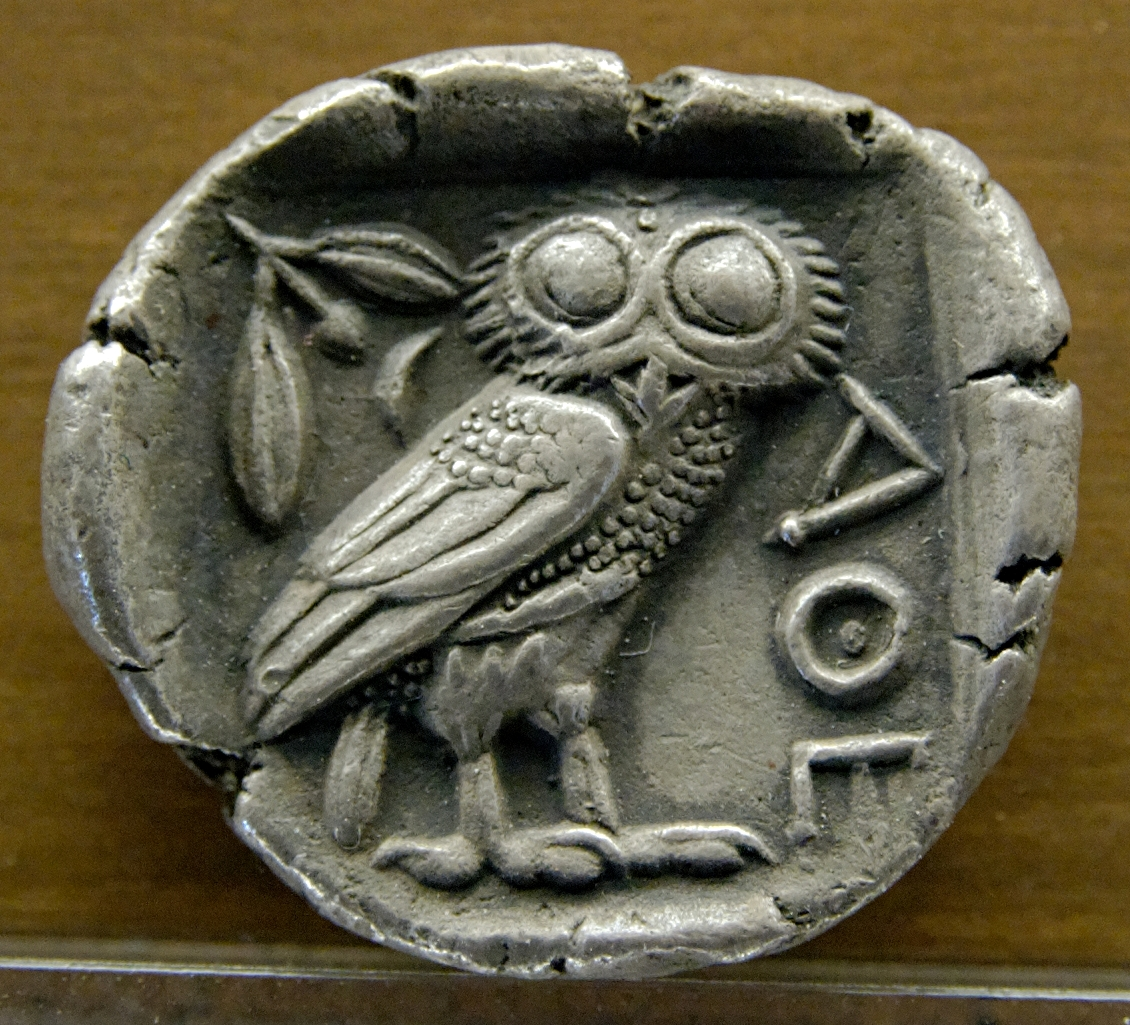
Срібна тетрадрахма із Ліонського музею образотворчих мистецтв з зображенням сови Афіни (близько 480—420 до н. е.). Напис «ΑΘΕ» — скорочення від ΑΘΗΝΑΙΩΝ, що можна перекласти як «афіняни». В повсякденному побуті афінські драхми називалися γλαῦκες (сови).

Сова Афіни або Сова Мінерви служить символом знання, мудрості, проникливості та ерудиції у всьому західному світі. В давньогрецької міфології маленька сова (Athene noctua) традиційно представляла або супроводжувала Афіну, цнотливу богиню мудрості, або Мінерву, що ототожнюється в римської міфології з Афіною.

## У давньогрецькій міфології

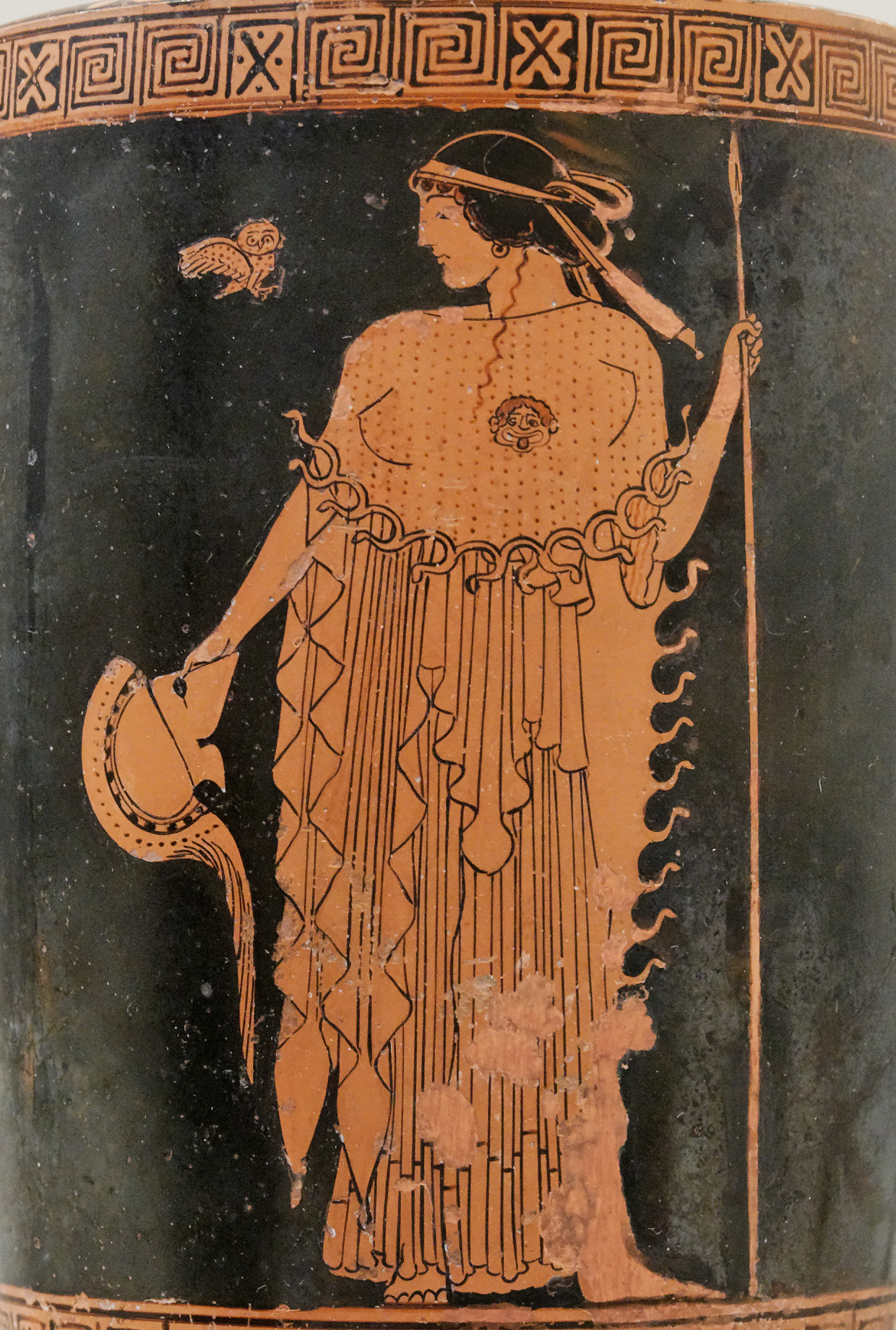
Афіна, що тримає шолом і спис, з совою. Робота приписується вазописцю Бригу (близько 490—480 рр. до н. е.). Метрополітен-музей

Причини появи асоціації Афіни з совою неясні. Деякі дослідники, такі як Девід Кінслі та Мартін П. Нільсон, висували припущення, що Афіна могла походити від мінойської богині, пов'язаної з птахами, а Марія Ґімбутас стверджувала, що простежується походження Афіни від стародавньої європейської богині птахів і змій.
З іншого боку, Синтія Бергер вказувала на деякі привабливі характеристики сов, такі як їх здатність бачити в темряві, що могло бути використано в якості символу мудрості. Водночас інші дослідники, такі як Джеффрі Арнотт, припускають просту асоціацію між міфами про заснування Афіни і великою кількістю маленьких сов в регіоні (факт, зазначений ще в епоху античності, у творах Аристофана «Птахи» і «Лісистрата»).
У всякому разі, місто Афіни, мабуть, прийняло сову як символ вірності своїй покровительці богині-незайманці, яка, згідно з популярним етіологічним міфом, відтвореним на західному фронтоні Парфенона, завоювала прихильність у городян, запропонувавши їм більш спокусливий дар ніж Посейдон.
Сови зазвичай зображувалися афінянами на вазах, вагах і призових амфорах для Панафінейських ігор. Сова Афіни навіть з'явилася на лицьовій стороною афінських тетрадрахм після 510 р. до н. е., і, згідно Філохору, афінська тетрадрахма була відома як γλαύξ (маленька сова) у всьому стародавньому світі та «сова» в сучасній нумізматиці. Сови, однак, не використовувалися виключно афінянами для представлення Афіни, а могли служити мотивацією під час битв іншими грецькими містами. Так, наприклад, при перемозі Агафокла Сіракузького над карфагенянами у 310 році до нашої ери сови, що літали по рядах воїнів, були витлумачені як благословення Афіни. Подібним ж чином вони були зображені в битві при Саламіні, описаній в біографії Фемістокла, написаній Плутархом.

## В римській міфології
Асоціація сови з богинею мудрості продовжилася і в культі Мінерви в римської міфології, хоча ця богиня іноді просто приймає її як священну або улюблену птицю. Наприклад, в «Метаморфозах» Овідія ворона Корнікс скаржиться, що її місце як священної птиці богині зайняла сова, яка в цій конкретній історії виявляється Ніктіменою, проклятою дочкою Епопея, царя Лесбосу.
Що ж стосується давньоримського фольклору, то сови вважалися провісниками смерті, якщо вони ухали, сидячи на даху. Також згідно з повір'ям сова, поклавши одну зі своїх пір'їнок поруч зі сплячим, могла спонукати того заговорити та розкрити свої секрети.